# Український науково-дослідний інститут спеціальних видів друку
Приватне акціонерне товариство «Український науково-дослідний інститут спеціальних видів друку» корпоративне підприємство ДАК «Укрвидавполіграфія» («УкрНДІСВД») — науково-дослідний інститут у Києві. Наукова діяльність у сфері поліграфії.

## Історія
Український науково-дослідний інститут (НДІ) спеціальних видів друку був створений у 1960 р. як Київська філія Всесоюзного НДІ комплексних проблем поліграфії — з метою вирішення необхідних для народного господарства країни проблем стосовно розроблення поліграфічного обладнання, матеріалів і технологій для виготовлення нових видів друкованої продукції: різноманітних за призначенням та дизайном паковань, етикеток, сувенірів, рекламних плакатів, книжкових палітурок тощо.
Протягом десятиліть були розроблені та впроваджені у виробництво різноманітні інноваційні проекти: сучасні конструкції поліграфічного обладнання, друкарські фарби, лаки, клеї, світлочутливі композиції для друкарських форм, а також технології тампонного, флексографічного, офсетного, трафаретного, глибокого та інших спеціальних видів друку. Були розроблені нові види друкованої продукції, а також способи нанесення фарбових зображень на різноманітні матеріали (полімерні, металеві, дерев'яні, скляні та ін.) і об'ємні вироби (сувеніри, посуд, кришки, тару та ін.).
Інститут розробив більш ніж 100 видів поліграфічного обладнання, більш ніж 200 марок друкарських фарб, більш ніж 20 копіювальних композицій для трафаретного, флексографічного, високого офсетного та інших видів друку. Розробки та технічні рішення захищені багатьма авторськими свідоцтвами СРСР та патентами на винаходи.
Інститут плідно співпрацював та співпрацює з науково-дослідними організаціями не тільки республік колишнього СРСР, але й ФРН, Чеської Республіки, Республіки Польща, Королівства Швеції, інших країн, проводив численні міжнародні семінари, симпозіуми, конференції.

## Сьогоднішній день інституту
У 1991 р. Київську філію Всесоюзного НДІ комплексних проблем поліграфії було перейменовано на Український НДІ спеціальних видів друку. Всупереч усім складностям, пов'язаним із зменшенням бюджетного фінансування, розірванням міцних комерційних зв'язків з багатьма споживачами науково-технічної продукції інституту, значним зношенням матеріально-технічної бази наукових розробок, появою потужних фірм-конкурентів, колектив інституту продовжує шукати шляхи знаходження свого місця на ринку поліграфічних технологій.
Починаючи із 2008 р. на базі інституту відновлено проведення Міжнародних науково-практичних конференцій з проблем видавничо-поліграфічної галузі (раніше вони проводилися як Всесоюзні та Республіканські).
Український НДІ спеціальних видів друку — єдиний в Україні дослідницький центр, який розробляє комплексні науково-технічні програми щодо створення друкарських фарб, технологій для поліграфічного оформлення різноманітних матеріалів із застосуванням флексографічного, трафаретного, офсетного, інших видів друку, спеціальних фарб для захисту цінних паперів, документів суворого обліку та етикетково-пакувальної продукції.
Сьогодні основні напрямки діяльності інституту: процеси поліграфічного виробництва; технологія лаків та фарб; стандартизація, метрологія і метрологічне забезпечення.

## Відзначення робіт інституту
Колектив інституту був нагороджений почесними відзнаками:
- Почесним дипломом та орденом «За розбудову України» імені Михайла Грушевського IV ступеня;
- Почесним дипломом переможця Національного конкурсу «Золоті торгові марки України» (в номінації «Впровадження наукоємких інноваційних та інформаційних технологій»);
- Скульптурним символом «БІЗНЕС-ОЛІМП» — за заслуги у розбудові економіки та вагомий внесок у створення гідного міжнародного іміджу України;
- Дипломом учасника іміджевого альманаху «Ділова Україна XXI століття» (з пам'ятною статуеткою за вагомий внесок у справу творення позитивного іміджу України);
- Дипломом учасника іміджевого альманаху «Ділова Україна. Шляхи до успіху і визнання» (з пам'ятною статуеткою за вагомий внесок у справу творення позитивного іміджу незалежної України);
- Дипломом лауреата загальнонаціонального конкурсу «Вища проба» (з пам'ятною статуеткою за високий науково-практичний рівень публікацій, висвітлення актуальних проблем галузі та сучасний поліграфічний дизайн журналу «Друкарство»);
- Призом Нового Тисячоліття за технологію та якість і Міжнародним дипломом (Іспанія).